# Lijst van gemeenten van Aguascalientes
De Mexicaanse deelstaat Aguascalientes bestaat uit elf gemeenten.
| INEGI | Gemeente                  | Inwoners | Oppervlakte | Hoofdplaats               | Inwoners |
| ----- | ------------------------- | -------- | ----------- | ------------------------- | -------- |
| 001   | Aguascalientes            | 948.990  | 1.178,1 km² | Aguascalientes            | 863.893  |
| 002   | Asientos                  | 51.536   | 549,0 km²   | Real de Asientos          | 5.248    |
| 003   | Calvillo                  | 58.250   | 932,7 km²   | Calvillo                  | 21.049   |
| 004   | Cosío                     | 17.000   | 129,7 km²   | Cosío                     | -        |
| 005   | Jesús María               | 129.929  | 505,0 km²   | Jesús María               | 63.805   |
| 006   | Pabellón de Arteaga       | 47.646   | 197,8 km²   | Pabellón de Arteaga       | 47.646   |
| 007   | Rincón de Romos           | 57.369   | 376,2 km²   | Rincón de Romos           | 31.963   |
| 008   | San José de Gracia        | 9.552    | 866,7 km²   | San José de Gracia        | -        |
| 009   | Tepezalá                  | 22.485   | 232,1 km²   | Tepezalá                  | 4.511    |
| 010   | El Llano                  | 20.853   | 509,2 km²   | Palo Alto                 | 6.200    |
| 011   | San Francisco de los Romo | 61.997   | 139,2 km²   | San Francisco de los Romo | 61.997   |

| Detailkaart                          |
| ------------------------------------ |
|                                      |
| Ligging Aguascalientes binnen Mexico |
|                                      |
| Gemeenten ingedeeld naar INEGI code  |

Aguascalientes · Asientos · Calvillo · Cosío · El Llano · Jesús María · Pabellón de Arteaga · Rincón de Romos · San Francisco de los Romo · San José de Gracia · Tepezalá